# Principe di un giorno
Principe di un giorno (pubblicato anche con il titolo Celeste) è un album dei Celeste, registrato a Genova nel 1972 e pubblicato dalla Grog nel 1976.

## Tracce
Testi di Ciro Perrino, Musiche Leo Lagorio, Mariano Schiavolini,  Arrangiamenti - Celeste 
Lato A
1. Principe di un giorno – 6:12
2. Favole antiche – 8:18
3. Eftus – 4:17

Durata totale: 18:47
Lato B
1. Giochi nella notte – 8:11
2. La grande isola – 5:04
3. La danza del fato – 3:56
4. L'imbroglio – 1:06

Durata totale: 18:17

## Formazione
- Giorgio Battaglia - basso, chitarra, pedal steel guitar, xilofono
- Mariano Schiavolini - chitarra, violino, composizione
- Ciro Perrino - percussioni, flauto, mellotron, voce
- Leonardo Lagorio - pianoforte, Fender Rhodes, flauto, mellotron, sax alto, sassofono tenore, mellotron, spinetta, eminent, sintetizzatore, ARP